# Коронел, Юри
Мауриц Юриэл (Юри) Коронел (нидерл. Maurice Uriël "Uri" Coronel; 24 декабря 1946, Амстердам — 18 июля 2016, там же) — нидерландский предприниматель, юрист и спортивный функционер. С 1989 по 1997 год входил в совет правления футбольного клуба «Аякс», а с 2008 по 2010 год занимал должность президента клуба.

## Ранние годы
Родился 24 декабря 1946 года в Амстердаме, в семье еврея Абрахама Коронела и его жены Хенриетты Фигатнер. Во время Второй мировой войны его отец скрывался от немцев, а мать пережила концлагерь Берген-Бельзен.
Вырос в послевоенном Амстердаме со своей сводной сестрой, племянницей и племянником, и младшим братом Жаком, который родился в 1948 году. Их отец Абрахам современен стал известным предпринимателем в стране и видным деятелем еврейской общины, а мать умерла в январе 1962 года, когда Юри было восемнадцать лет.

## Карьера
В январе 1989 года стал членом правления футбольного клуба «Аякс». Он стал заниматься коммерческими вопросами при президенте Мишеле ван Праге, который занял эту должность 16 января 1989 года.
Коронел сразу заявил, что «Аяксу» необходим новый стадион вмещающий 60 тысяч, так как стадионы «Де Мер» и «Олимпийский» не соответствуют амбициям клуба.

## Звания
- Почётный член футбольного клуба «Аякс»[9]